# Ancilla van de Leest
Ancilla van de Leest (Rotterdam, 21 juli 1985), geboren als Linde van de Leest, is een Nederlands producent, presentatrice, activiste en een voormalig model. Ze was bij de Tweede Kamerverkiezingen 2017 lijsttrekker van de Piratenpartij.

## Biografie
Nadat ze haar eerste levensjaren had doorgebracht in Rotterdam, woonde ze van 1991 tot 1996 in Antwerpen. Daarna keerde ze terug naar haar geboortestad. Ze verhuisde in 2004 naar Amsterdam en in 2014 naar Berlijn, op zoek naar de inspiratie van het succes van de Duitse Piratenpartij. In 2011 veranderde ze haar naam in Ancilla Tilia van de Leest, nadat haar geboortenaam Linde van de Leest in de Playboy was gepubliceerd. Ze gebruikte sindsdien vooral haar twee voornamen, Ancilla Tilia (ancilla betekent 'dienares' in het Latijn, tilia is Latijn voor linde). Sinds de bekendmaking van haar lijsttrekkerschap voor de Piratenpartij tijdens de Tweede Kamerverkiezingen 2017 gebruikt zij haar volledige naam Ancilla van de Leest.

## Carrière als model

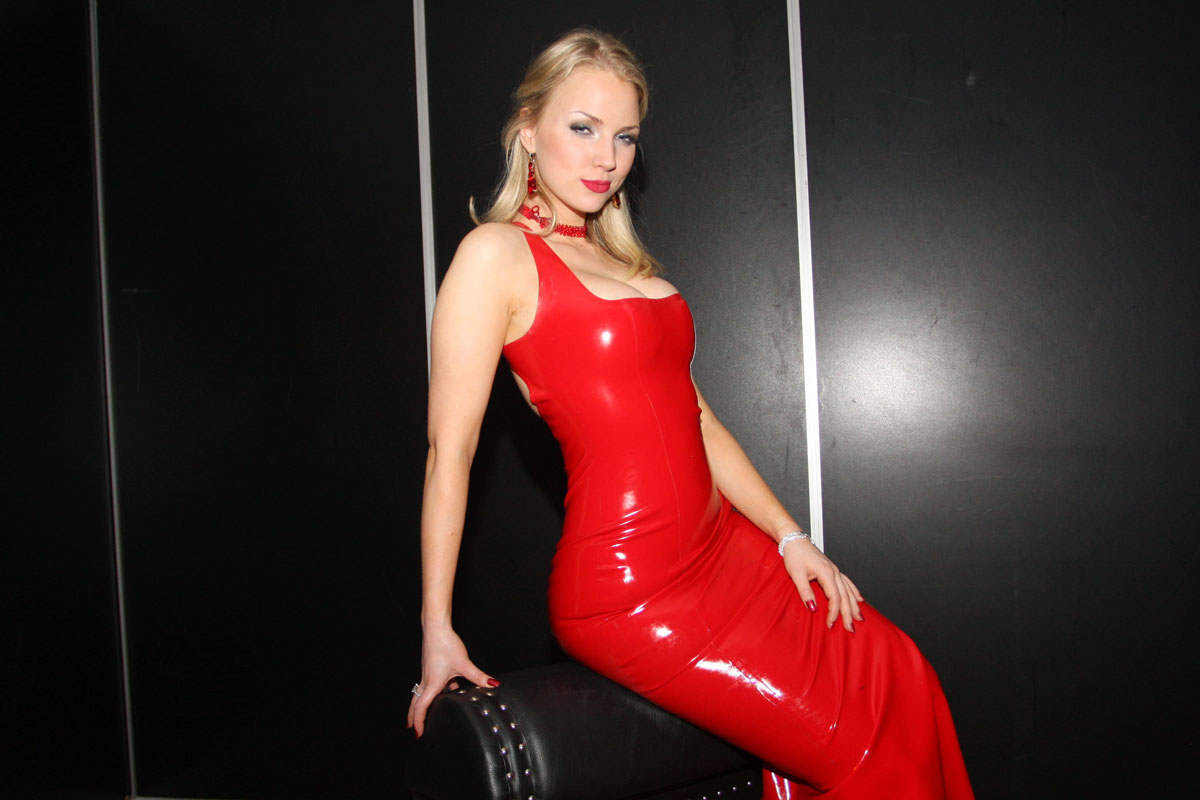
Ancilla van de Leest tijdens een fotosessie (2008)

Van de Leest zat in Rotterdam op het gymnasium en werkte als serveerster toen ze door een fotografe werd ontdekt. Ze stopte met school en op haar achttiende verscheen ze onder haar geboortenaam als Playmate in het mannenblad Playboy, editie mei 2004. Vervolgens vertrok ze naar Los Angeles om met verschillende fotografen en modellen samen te werken. In juni 2009 verscheen Van de Leest op de omslag van de Nederlandse Playboy, met een fotoserie door fotograaf en videoclipregisseur Carli Hermès. Van de Leest poseerde in 2010 tot drie keer toe voor de Amerikaanse Playboy Special Editions. In september 2012 stond zij nogmaals op de omslag van de Nederlandse Playboy. Ze stond ook tweemaal op de omslag van het Nederlandse tijdschrift FHM. Daarnaast sierde zij het voorblad van onder meer dagblad Sp!ts, Rotterdams Dagblad, Panorama, Aktueel en Viva. Van de Leest had een voorkeur voor fetisj-fotografie, voornamelijk voor latex kleding, korsetten, hoge hakken en kousen. Als fetisjmodel verscheen ze op de omslag van onder meer Bizarre (Verenigd Koninkrijk), Marquis (Duitsland) en The Picture (Australië). In 2012 beëindigde Van de Leest haar carrière als model.

## Presenteren, acteren, schrijven
In 2007 stapte Van de Leest in de Quote Challenge Rally. Hieruit kwam een samenwerking met Jort Kelder en rapper Lange Frans voort voor de productie van een videoclip.
Van de Leest volgde de opleiding 'Acteren voor de camera' bij Theaterschool de Trap in Amsterdam. Ze werd presentatrice van onder meer het programma Feesten met Ancilla op het weblog Flabber.nl. Daarnaast was ze te zien in reclames voor onder meer Opel, Axe, Hyves, Honda, Holland Poker, Pownews, Beat de Mol en het Twestival. In 2010 was Van de Leest te zien in een serie promotiefilmpjes voor de Radboud Universiteit. Na kritiek van zowel de instelling als van de studentenraad werd besloten deze samenwerking niet verder voort te zetten. In 2012 was zij ook te zien in een aflevering van de komische internetserie De Meisjes van Thijs.
Van de Leest verscheen in november 2013 in de eerste aflevering van de Nederlandse comedyserie Popoz op Comedy Central. Ze speelt hierin lijkschouwer Leo, die in de fantasie van hoofdpersonages Ivo en Randy haar kleding uittrekt, maar ondertussen in werkelijkheid serieus haar werk doet.
Van 2007 tot 2009 verscheen Van de Leest meermaals als sidekick in Giel Beelens radioprogramma Nachtegiel, dat ook op televisiezender Nederland 3 werd uitgezonden. Ook werd ze gesponsord pokeraar voor Unibet Poker. Van de Leest schreef van 2008 tot 2010 voor het tijdschrift FHM de rubriek 'Vraag het Ancilla', wat uiteindelijk een paginalange column werd die tot 2010 maandelijks verscheen. In 2011 schreef zij voor het boek 'Aan mijn jongere ik' een openhartige brief aan zichzelf. In 2013 was ze winnaar van BNN's Nationale Reistest in de groep deelnemende bekende Nederlanders.
Ancilla van de Leest was kandidaat in Expeditie Robinson 2014. Zij werd er echter in de tweede aflevering als eerste weggestemd. Eind 2015 deed ze mee aan het televisieprogramma De Slimste Mens.

## Goede doelen
Sinds Van de Leest de verkiezing Meest Sexy Vegetariër van 2008 won, zet zij zich actief in voor de stichting Wakker Dier, die opkomt voor rechten van dieren in de bio-industrie. Van de Leest zet zich daarnaast in voor privacyrechten en was tussen 2012 en 2013 actief voor de stichting Bits of Freedom, waar zij onder andere filmavonden organiseerde, een samenwerking opzette met het magazine Bright en een internet workshop voor Tweede Kamerleden verzorgde. Sindsdien schrijft zij nog regelmatig opiniestukken met betrekking tot privacy en databescherming op Joop.nl en Het Financieele Dagblad. In 2014 was zij ook het boegbeeld voor een gerechtelijke actie gericht tegen het verhandelen van persoonsgegevens door ABN AMRO.

## Piratenpartij

### Gemeenteraadsverkiezingen
Ancilla van de Leest stond namens de Piratenpartij op de lijst voor de gemeenteraadsverkiezingen van Amsterdam in 2014, waar zij met 1905 stemmen op een na de meeste stemmen behaalde binnen haar partij. In de Bestuurscommissie Amsterdam-West werd mede daardoor 3,6% van de stemmen behaald, waardoor de Piratenpartij één zetel wist te bemachtigen. Zij voerde daarbij een campagne die voornamelijk gericht was tegen cameratoezicht en excessieve datacollectie. In de aanloop naar haar kandidaatschap was zij al woordvoerster, waarbij zij het contact met de media voerde en mediastunts uithaalde om de Piratenpartij bekendheid te geven.

### Tweede Kamerverkiezingen
Op 26 juni 2016 werd Van de Leest gekozen als lijsttrekker van de Piratenpartij voor de Tweede Kamerverkiezingen 2017.
Hieraan voorafgaand nam zij deel aan de tocht Pirates on Tour door Nederland, gedurende welke verschillende kandidaat-lijsttrekkers door heel Nederland reisden om met elkaar in debat te gaan, waarbij bezoekers zelf onderwerpen mochten aandragen. In april 2017 vertrok van de Leest als partijleider van de Piratenpartij.

### Standpunten
In interviews gaf Van de Leest aan dat twee van haar speerpunten erop gericht waren privacyrechten te stimuleren en de afschaffing van contant geld tegen te gaan. Zij ziet een ontwikkeling waarin het gebruik van contant geld voor ondernemers hoge kosten met zich mee kan brengen, met het doel om pinbetalingen te stimuleren. Dit zag zij als een privacy-ondermijnende ontwikkeling waarbij een persoon gevolgd kan worden aan de hand van diens betalingsgeschiedenis. Los hiervan zet zij zich ook sterk in voor privacyrechten in het algemeen, maar specifiek binnen de relatie tussen overheid en burger, omdat zij een kwalijke, onevenredige invloed van commerciële belangen op de grondrechten van de burger ziet. In september 2016 nam zij het op voor de slachtoffers van een datalek in de gemeente Almelo.
Sinds 2023 presenteert ze een paar keer per week bij het alternatieve platform blckbx.

## Filmografie
- Drones Don't Fly When the Sky Is Grey (2016)
- Popoz (2013-2015)
- De Meisjes van Thijs (2012)
- Circus 3D (2011)
- Bluf (2011)
- Gehorche! (2006)